# Барвінкова гора
Барві́нкова гора́  — ботанічна пам'ятка природи місцевого значення в Україні. Розташована в межах Котелевського району Полтавської області, між смт Котельва і селом Більськ.
Площа 15 га. Статус надано згідно з рішенням облради від 04.09.1995 року. Перебуває віданні ДП «Полтавський лісгосп» (Котелевське л-во, кв. 40, вид. 13, 15, 16).
Статус надано для збереження частини лісового масиву, що на крутому схилі пагорба на правобережжі Ворскли. Є безлісі ділянки, порослі степовою рослинністю.
Барвінкова гора прилягає до Східного Більського укріплення Більського городища. При західній частині гори розташований 400-річний «Дуб Сковороди».

## Галерея

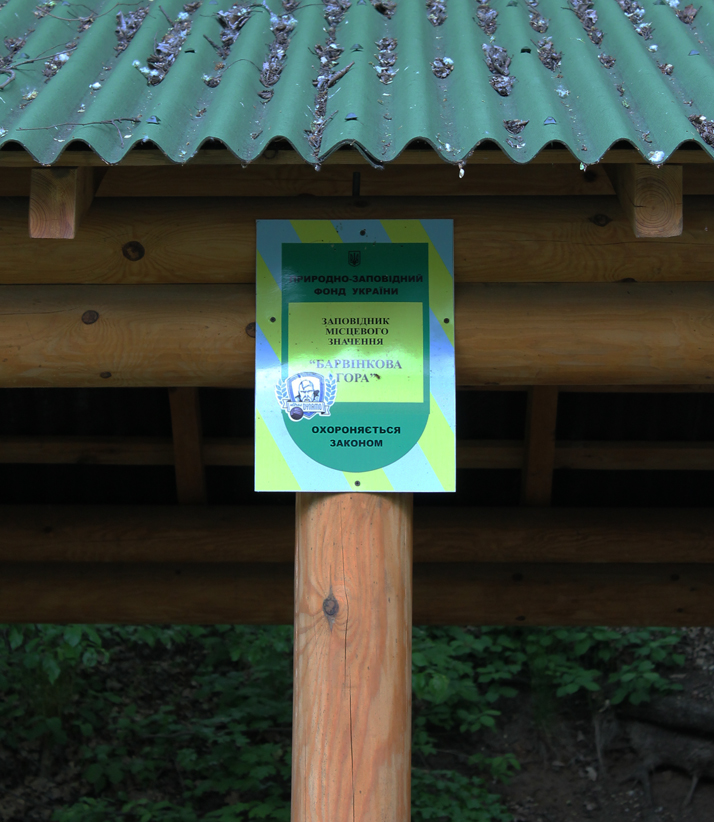
Барвінкова гора. 2014 рік
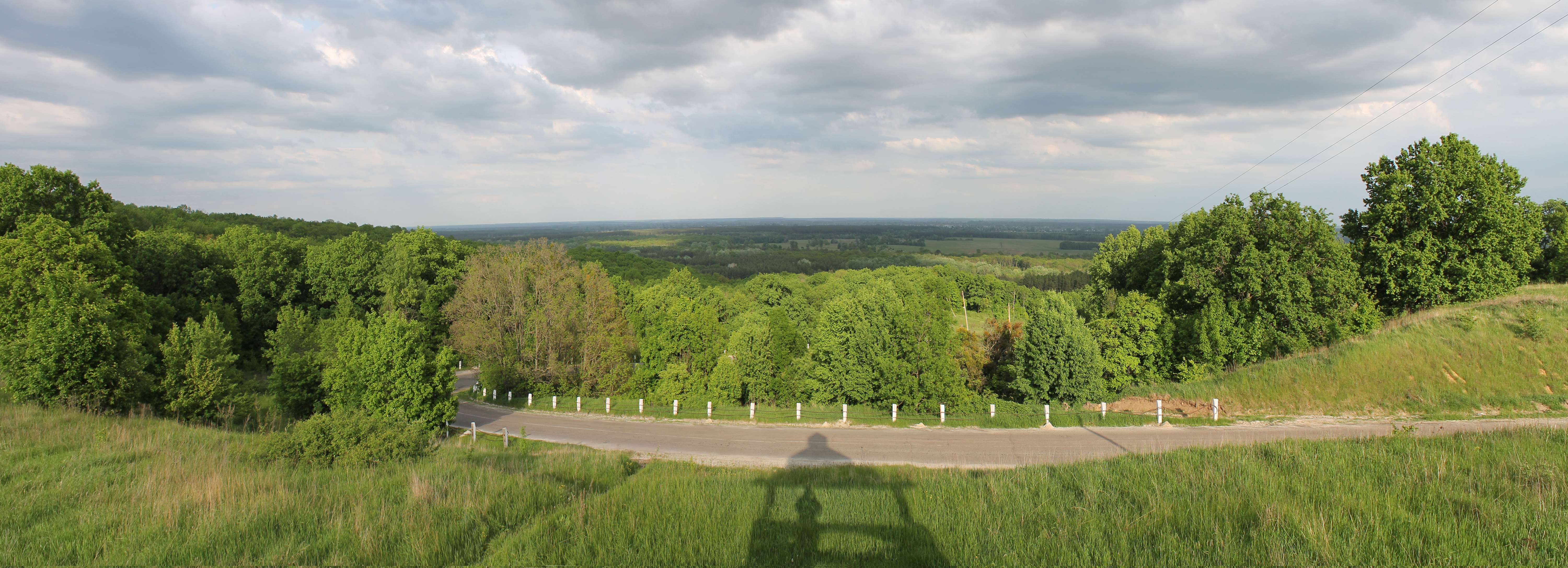
Вид з Барвінкової гори.